# Pseudomys desertor
Pseudomys desertor är en däggdjursart som beskrevs av Ellis Le Geyt Troughton 1932. Pseudomys desertor ingår i släktet australmöss och familjen råttdjur. IUCN kategoriserar arten globalt som livskraftig. Inga underarter finns listade i Catalogue of Life.
Denna gnagare förekommer i Australiens centrala torra och halvtorra regioner. Arten har försvunnit från några av de sydliga områdena. Habitatet varierar mellan buskskogar, savanner och andra landskap med gräs. Pseudomys desertor behöver en sammanhängande växtlighet på marken.
Honor kan vara parningsberedda under alla årstider. Efter 27 till 28 dagar dräktighet föds cirka tre ungar.